# Омельно (Луцкий район)
Омельно (укр. Омельне) — село в Киверцовской городской общине Луцкого района Волынской области Украине.
Код КОАТУУ — 0721884301. Население по переписи 2001 года составляет 809 человек. Почтовый индекс — 45210. Телефонный код — 3365. Занимает площадь 3,064 км².

## История
В 1992 г. селу Макаревичи возвращено историческое название Омельно.
До 2020 года входило в Киверцовский район.